# Floyd Ebaugh
Floyd Harold Ebaugh (Superior, 30 maggio 1914 – Los Angeles, 10 giugno 1980) è stato un cestista statunitense, professionista nella NBL.

## Carriera
Giocò per tre stagioni nella NBL, disputando complessivamente 73 partite con 4,2 punti di media.